# Liste der Stolpersteine in Velbert

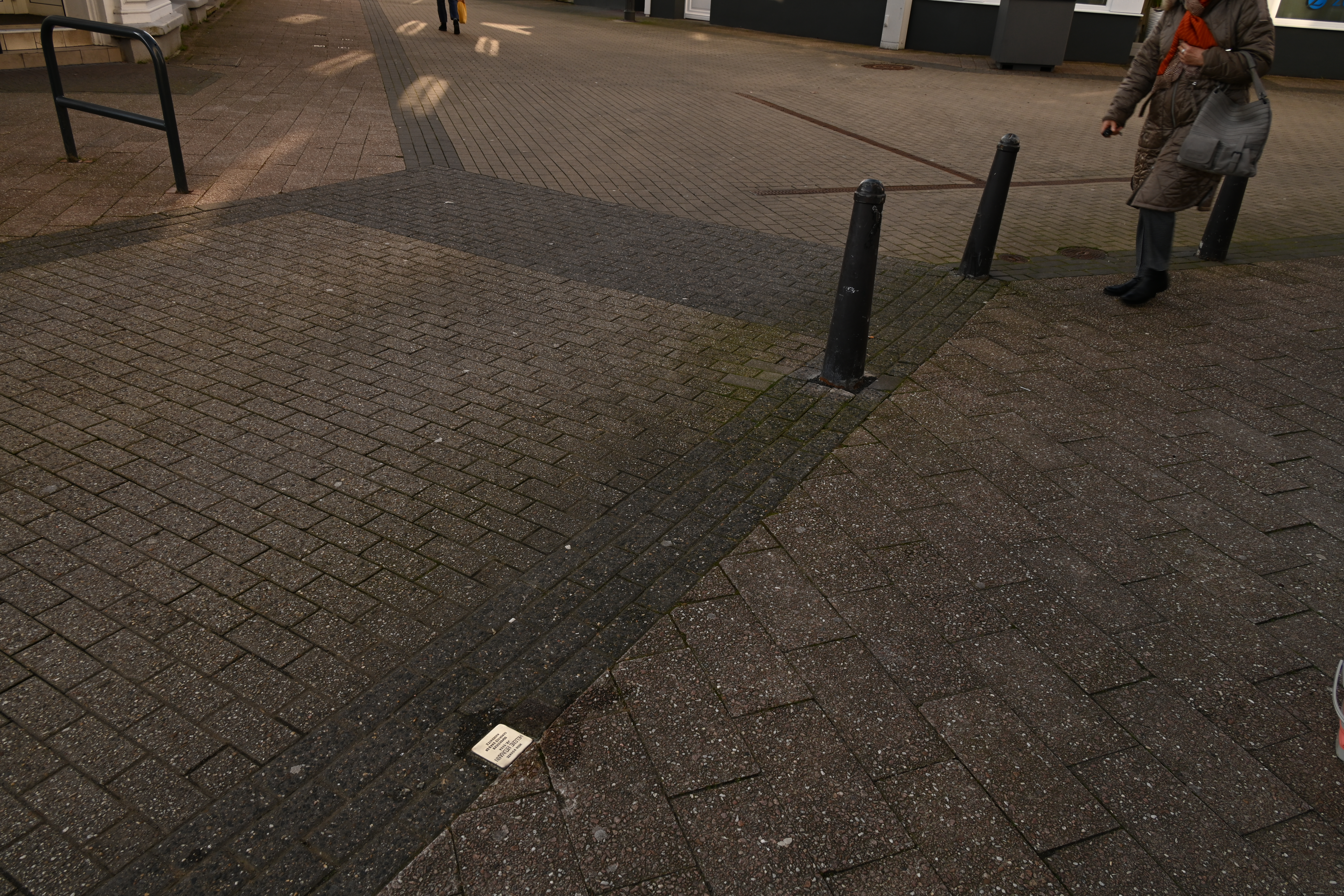
Stolperstein in der Bernsaustraße 1

Die Liste der Stolpersteine in Velbert enthält die Stolpersteine, die im Rahmen des gleichnamigen Kunst-Projekts von Gunter Demnig in Velbert verlegt wurden. Mit ihnen soll an die Opfer des Nationalsozialismus erinnert werden, die in Velbert lebten und wirkten. Auf Initiative des damaligen lokalen Vertreters, Herr Dr. P.- J. Stein, wurden 2008 die ersten Steine in Velbert verlegt. Insgesamt erinnern mittlerweile 41 Stolpersteine im heutigen Velberter-Stadtgebiet an Menschen aus der Nachbarschaft.

## Liste der Stolpersteine

### Langenberg
| Stolperstein | Inschrift                                                                                   | Verlegeort               | Name, Leben               |
| --- | ------------------------------------------------------------------------------------------- | ------------------------ | ------------------------- |
| Stolperstein für Cilla Caspari | HIER WOHNTE CILLA CASPARI GEB. HARTMANN JG. 1880 DEPORTIERT 1942 ERMORDET IN THERESIENSTADT | Kamper Straße 3 ·        | Cilla Caspari (1880–1942) |
| Bild gesucht Der Benutzer GeorgDerReisende ( Diskussion ) wünscht sich an dieser Stelle ein Bild vom Ort mit diesen Koordinaten 51.352623 7.121245 . Motiv: Kamper Straße 3: der Stolperstein für Louis Caspari, die Lage und das Haus Falls du dabei helfen möchtest, erklärt die Anleitung , wie das geht. BW            | HIER WOHNTE LOUIS CASPARI GEB. HARTMANN JG. 1873 DEPORTIERT 1942 ERMORDET IN THERESIENSTADT | Kamper Straße 3 ·        | Louis Caspari (1873–1942) |
| Bild gesucht Der Benutzer GeorgDerReisende ( Diskussion ) wünscht sich an dieser Stelle ein Bild vom Ort mit diesen Koordinaten 51.35238 7.117411 . Motiv: Alte Vogteier Straße 5: die Stolpersteine für das Ehepaar Isaac, die Lage und das Haus Falls du dabei helfen möchtest, erklärt die Anleitung , wie das geht. BW | HIER WOHNTE BELLA ISAAC GEB. WOLFF JG. 1895 DEPORTIERT 1941 ERMORDET IN ŁODZ                | Alte Vogteier Straße 5 · | Bella Isaac (1895–1941)   |
| Bild gesucht Die Wikipedia wünscht sich an dieser Stelle ein Bild vom hier behandelten Ort. Weitere Infos zum Motiv findest du vielleicht auf der Diskussionsseite . Falls du dabei helfen möchtest, erklärt die Anleitung , wie das geht. BW                                                                              | HIER WOHNTE WALTER ISAAC JG. 1899 DEPORTIERT 1941 ERMORDET IN ŁODZ                          | Alte Vogteier Straße 5 · | Walter Isaac (1899–1941)  |
| Bild gesucht Der Benutzer GeorgDerReisende ( Diskussion ) wünscht sich an dieser Stelle ein Bild vom Ort mit diesen Koordinaten 51.350866 7.119898 . Motiv: Nathan-Platz 2: die Stolpersteine für das Ehepaar Nathan, die Lage und das Haus Falls du dabei helfen möchtest, erklärt die Anleitung , wie das geht. BW       | HIER WOHNTE ADOLF NATHAN JG. 1886 DEPORTIERT 1941 ERMORDET IN ŁODZ                          | Nathan-Platz 2 ·         | Adolf Nathan (1886–1941)  |
| Bild gesucht Die Wikipedia wünscht sich an dieser Stelle ein Bild vom hier behandelten Ort. Weitere Infos zum Motiv findest du vielleicht auf der Diskussionsseite . Falls du dabei helfen möchtest, erklärt die Anleitung , wie das geht. BW                                                                              | HIER WOHNTE BETTY NATHAN GEB. WINDMÜLLER JG. 1888 DEPORTIERT 1941 ERMORDET IN ŁODZ          | Nathan-Platz 2 ·         | Betty Nathan (1888–1941)  |

### Neviges
| Stolperstein | Inschrift | Verlegeort              | Name, Leben                |
| ------------ | --- | ----------------------- | -------------------------- |
|              | HIER WOHNTE HELENE HEUMANN JG. 1884 DEPORTIERT ERMORDET 1943 IN AUSCHWITZ                                                                                           | Bernsaustraße 1 ·       | Helene Heumann (1884–1943) |
|              | HIER WOHNTE CARL KIPPER JG. 1902 EINGEWIESEN 10.10.1932 HEILANSTALT GRAFENBERG HEILANSTALT BEDBURG-HAU 'VERLEGT' 9.3.1940 BRANDENBURG ERMORDET 9.3.1940 'AKTION T4' | Neustraße 149 ·         | Carl Kipper (1902–1940)    |
|              | HIER WOHNTE BERNHARD LEIB JG. 1879 DEPORTIERT 1942 IZBICA ERMORDET                                                                                                  | Zum Hasenkampsplatz 5 · | Bernhard Leib (1879–1942)  |
|              | HIER WOHNTE KLARA LEIB JG. 1874 DEPORTIERT 1942 THERESIENSTADT ERMORDET 1942 TREBLINKA                                                                              | Zum Hasenkampsplatz 5 · | Klara Leib (1874–1942)     |
|              | HIER WOHNTE ALBERT MEYER JG. 1870 DEPORTIERT ERMORDET IN KOZLE/POLEN                                                                                                | Elberfelder Straße 35 · | Albert Meyer (1870–?)      |
|              | Hier wohnte FRIEDA MEYER GEB. SCHÖNTHAL JG. 1873 DEPORTIERT 1942 ERMORDET IN THERESIENSTADT                                                                         | Elberfelder Straße 35 · | Frieda Meyer (1873–1942)   |
|              | HIER WOHNTE JAKOB MEYER JG. 1873 DEPORTIERT 1942 ERMORDET IN THERESIENSTADT                                                                                         | Elberfelder Straße 35 · | Jakob Meyer (1873–1942)    |
|              | HIER WOHNTE MOSES MEYER JG. 1906 DEPORTIERT 1942 ERMORDET IN THERESIENSTADT                                                                                         | Elberfelder Straße 35 · | Moses Meyer (1906–1942)    |

### Velbert
| Stolperstein | Inschrift | Verlegeort                    | Name, Leben                   |
| --- | --- | ----------------------------- | ----------------------------- |
| Bild gesucht Der Benutzer GeorgDerReisende ( Diskussion ) wünscht sich an dieser Stelle ein Bild vom Ort mit diesen Koordinaten 51.339414 7.04916 . Motiv: Oststraße 48: die Stolpersteine für Karl Astheimer und Hei Kulemann, die Lage und das Haus Falls du dabei helfen möchtest, erklärt die Anleitung , wie das geht. BW            | HIER WOHNTE KARL ASTHEIMER JG. 1895 IM WIDERSTAND/KPD VERHAFTET 1935 VERURTEILT 1935 VELBERTER GEWERKSCHAFTSPROZESS DEPORTIERT 1942 AUSCHWITZ ERMORDET AUG. 1942        | Oststraße 48 ·                | Karl Astheimer (1895–1942)    |
| Bild gesucht Der Benutzer GeorgDerReisende ( Diskussion ) wünscht sich an dieser Stelle ein Bild vom Ort mit diesen Koordinaten 51.337453 7.058364 . Motiv: Langenberger Straße 70: der Stolperstein für Karl Ferlemann, die Lage und das Haus Falls du dabei helfen möchtest, erklärt die Anleitung , wie das geht. BW                   | HIER WOHNTE KARL FERLEMANN JG. 1901 IM WIDERSTAND/KPD 'SCHUTZHAFT' 1940 SACHSENHAUSEN ERMORDET 1944                                                                     | Langenberger Straße 70 ·      | Karl Ferlemann (1901–1944)    |
| Bild gesucht Der Benutzer GeorgDerReisende ( Diskussion ) wünscht sich an dieser Stelle ein Bild vom Ort mit diesen Koordinaten 51.340515 7.045541 . Motiv: Bahnhofstraße 3: der Stolperstein für Helmut Frank, die Lage und das Haus Falls du dabei helfen möchtest, erklärt die Anleitung , wie das geht. BW                            | HIER WOHNTE HELMUT FRANK JG. 1917 FLUCHT 1933 HOLLAND INTERNIERT WESTERBORK DEPORTIERT 1943 SOBIBOR ERMORDET 28.5.1943                                                  | Bahnhofstraße 3 ·             | Helmut Frank (1917–1943)      |
| Bild gesucht Der Benutzer GeorgDerReisende ( Diskussion ) wünscht sich an dieser Stelle ein Bild vom Ort mit diesen Koordinaten 51.34041 7.045361 . Motiv: Bahnhofstraße 1: die Stolpersteine für das Ehepaar Goldschmidt, die Lage und das Haus Falls du dabei helfen möchtest, erklärt die Anleitung , wie das geht. BW                 | HIER WOHNTE ADOLF GOLDSCHMIDT JG. 1861 FLUCHT 1939 HOLLAND INTERNIERT 1943 WESTERBORK DEPORTIERT 1944 ERMORDET 1944 IN BERGEN-BELSEN                                    | Bahnhofstraße 1 ·             | Adolf Goldschmidt (1861–1944) |
| Bild gesucht Die Wikipedia wünscht sich an dieser Stelle ein Bild vom hier behandelten Ort. Weitere Infos zum Motiv findest du vielleicht auf der Diskussionsseite . Falls du dabei helfen möchtest, erklärt die Anleitung , wie das geht. BW                                                                                             | HIER WOHNTE BERTHA GOLDSCHMIDT GEB. COHN JG. 1867 FLUCHT 1939 HOLLAND DEPORTIERT 1944 BERGEN-BELSEN JUNI 1944 AUSTAUSCHTRANSPORT NACH PALÄSTINA                         | Bahnhofstraße 1 ·             | Bertha Goldschmidt (1867–?)   |
| Bild gesucht Der Benutzer GeorgDerReisende ( Diskussion ) wünscht sich an dieser Stelle ein Bild vom Ort mit diesen Koordinaten 51.338397 7.049057 . Motiv: Grünstraße 14: die Stolpersteine für die Familie Walther Herz und Berta Worch, die Lage und das Haus Falls du dabei helfen möchtest, erklärt die Anleitung , wie das geht. BW | HIER WOHNTE BERNT HERZ JG. 1921 'SCHUTZHAFT' 1938 DACHAU DEPORTIERT 1941 MINSK ERMORDET                                                                                 | Grünstraße 14 ·               | Bernt Herz (1921–1941)        |
| Bild gesucht Der Benutzer GeorgDerReisende ( Diskussion ) wünscht sich an dieser Stelle ein Bild vom Ort mit diesen Koordinaten 51.329568 7.05716 . Motiv: Sontumer Straße 77: die Stolpersteine für die Familie Herz, die Lage und das Haus Falls du dabei helfen möchtest, erklärt die Anleitung , wie das geht. BW                     | HIER WOHNTE ERNST HERZ JG. 1887 'SCHUTZHAFT' 1938 DACHAU DEPORTIERT 1941 ŁODZ/LITZMANNSTADT ERMORDET                                                                    | Sontumer Straße 77 ·          | Ernst Herz (1887–1941)        |
| Bild gesucht Die Wikipedia wünscht sich an dieser Stelle ein Bild vom hier behandelten Ort. Weitere Infos zum Motiv findest du vielleicht auf der Diskussionsseite . Falls du dabei helfen möchtest, erklärt die Anleitung , wie das geht. BW                                                                                             | HIER WOHNTE HANS ROLF HERZ JG. 1923 DEPORTIERT 1941 MINSK ERMORDET | Grünstraße 14 ·               | Hans Rolf Herz (1923–1941)    |
| Bild gesucht Die Wikipedia wünscht sich an dieser Stelle ein Bild vom hier behandelten Ort. Weitere Infos zum Motiv findest du vielleicht auf der Diskussionsseite . Falls du dabei helfen möchtest, erklärt die Anleitung , wie das geht. BW                                                                                             | HIER WOHNTE JOHANNA HERZ GEB. KAUFMANN JG. 1885 DEPORTIERT 1941 ŁODZ/LITZMANNSTADT ERMORDET                                                                             | Sontumer Straße 77 ·          | Johanna Herz (1885–1941)      |
| Bild gesucht Die Wikipedia wünscht sich an dieser Stelle ein Bild vom hier behandelten Ort. Weitere Infos zum Motiv findest du vielleicht auf der Diskussionsseite . Falls du dabei helfen möchtest, erklärt die Anleitung , wie das geht. BW                                                                                             | HIER WOHNTE JOHANNA HERZ GEB. SALOMON JG. 1888 DEPORTIERT 1941 MINSK ERMORDET                                                                                           | Grünstraße 14 ·               | Johanna Herz (1888–1941)      |
| Bild gesucht Die Wikipedia wünscht sich an dieser Stelle ein Bild vom hier behandelten Ort. Weitere Infos zum Motiv findest du vielleicht auf der Diskussionsseite . Falls du dabei helfen möchtest, erklärt die Anleitung , wie das geht. BW                                                                                             | HIER WOHNTE MAXIMILIAN HERZ JG. 1894 'SCHUTZHAFT' 1938 DACHAU DEPORTIERT 1941 MINSK ERMORDET                                                                            | Sontumer Straße 77 ·          | Maximilian Herz (1894–1941)   |
| Bild gesucht Die Wikipedia wünscht sich an dieser Stelle ein Bild vom hier behandelten Ort. Weitere Infos zum Motiv findest du vielleicht auf der Diskussionsseite . Falls du dabei helfen möchtest, erklärt die Anleitung , wie das geht. BW                                                                                             | HIER WOHNTE WALTHER HERZ JG. 1886 'SCHUTZHAFT' 1938 DACHAU DEPORTIERT 1941 MINSK ERMORDET                                                                               | Grünstraße 14 ·               | Walther Herz (1886–1941)      |
| Bild gesucht Der Benutzer GeorgDerReisende ( Diskussion ) wünscht sich an dieser Stelle ein Bild vom Ort mit diesen Koordinaten 51.343339 7.03595 . Motiv: Friedrichstraße 54: die Stolpersteine für die Familie Isaac, die Lage und das Haus Falls du dabei helfen möchtest, erklärt die Anleitung , wie das geht. BW                    | HIER WOHNTE EDITH ISAAC JG. 1920 FLUCHT 1941 BELGIEN IN BRÜSSEL VERSTECKT ÜBERLEBT                                                                                      | Friedrichstraße 54 ·          | Edith Isaac (1920–)           |
| Bild gesucht Die Wikipedia wünscht sich an dieser Stelle ein Bild vom hier behandelten Ort. Weitere Infos zum Motiv findest du vielleicht auf der Diskussionsseite . Falls du dabei helfen möchtest, erklärt die Anleitung , wie das geht. BW                                                                                             | HIER WOHNTE GERTRUD ISAAC JG. 1921 FLUCHT 1941 BELGIEN IN BRÜSSEL VERSTECKT ÜBERLEBT                                                                                    | Friedrichstraße 54 ·          | Gertrud Isaac (1921–1942)     |
| Bild gesucht Die Wikipedia wünscht sich an dieser Stelle ein Bild vom hier behandelten Ort. Weitere Infos zum Motiv findest du vielleicht auf der Diskussionsseite . Falls du dabei helfen möchtest, erklärt die Anleitung , wie das geht. BW                                                                                             | HIER WOHNTE JULIUS ISAAC JG. 1889 FLUCHT 1941 BELGIEN INTERNIERT MECHELEN DEPORTIERT ERMORDET 1942 IN AUSCHWITZ                                                         | Friedrichstraße 54 ·          | Julius Isaac (1889–1942)      |
| Bild gesucht Die Wikipedia wünscht sich an dieser Stelle ein Bild vom hier behandelten Ort. Weitere Infos zum Motiv findest du vielleicht auf der Diskussionsseite . Falls du dabei helfen möchtest, erklärt die Anleitung , wie das geht. BW                                                                                             | HIER WOHNTE ROSA ISAAC GEB. KANN JG. 1895 FLUCHT 1941 BELGIEN IN BRÜSSEL VERSTECKT ÜBERLEBT                                                                             | Friedrichstraße 54 ·          | Rosa Isaac (1895–)            |
| Bild gesucht Die Wikipedia wünscht sich an dieser Stelle ein Bild vom hier behandelten Ort. Weitere Infos zum Motiv findest du vielleicht auf der Diskussionsseite . Falls du dabei helfen möchtest, erklärt die Anleitung , wie das geht. BW                                                                                             | HIER WOHNTE HEI KULEMANN JG. 1907 IM WIDERSTAND/KPD VERHAFTET 1935 VERURTEILT 1935 VELBERTER GEWERKSCHAFTSPROZESS 1944 SS-STRAFBATAILLON TOT FEB. 1945 FOCSANI          | Oststraße 48 ·                | Hei Kulemann (1907–1945)      |
| Bild gesucht Der Benutzer GeorgDerReisende ( Diskussion ) wünscht sich an dieser Stelle ein Bild vom Ort mit diesen Koordinaten 51.339712 7.048116 . Motiv: Kurze Straße 10: die Stolpersteine für die Familie Neuberger, die Lage und das Haus Falls du dabei helfen möchtest, erklärt die Anleitung , wie das geht. BW                  | HIER WOHNTE HERMANN NEUBERGER JG. 1870 DEPORTIERT 1942 RICHTUNG OSTEN ??? FÜR TOT ERKLÄRT                                                                               | Kurze Straße 10 ·             | Hermann Neuberger (1870–?)    |
| Bild gesucht Die Wikipedia wünscht sich an dieser Stelle ein Bild vom hier behandelten Ort. Weitere Infos zum Motiv findest du vielleicht auf der Diskussionsseite . Falls du dabei helfen möchtest, erklärt die Anleitung , wie das geht. BW                                                                                             | HIER WOHNTE JOSEF NEUBERGER JG. 1878 DEPORTIERT 1942 RICHTUNG OSTEN ??? FÜR TOT ERKLÄRT                                                                                 | Kurze Straße 10 ·             | Josef Neuberger (1878–?)      |
| Bild gesucht Der Benutzer GeorgDerReisende ( Diskussion ) wünscht sich an dieser Stelle ein Bild vom Ort mit diesen Koordinaten 51.334325 7.048728 . Motiv: Kastanienallee 7: die Stolpersteine für die Familie Rosenthal, die Lage und das Haus Falls du dabei helfen möchtest, erklärt die Anleitung , wie das geht. BW                 | HIER WOHNTE CILLA HENNY ROOSEN GEB. ROSENTHAL JG. 1931 FLUCHT 1939 HOLLAND INTERNIERT 1943 VUGHT/WESTERBORK DEPORTIERT 1944 BERGEN-BELSEN BEFREIT/ÜBERLEBT              | Kastanienallee 7 ·            | Cilla Henny Roosen (1931–)    |
| Bild gesucht Die Wikipedia wünscht sich an dieser Stelle ein Bild vom hier behandelten Ort. Weitere Infos zum Motiv findest du vielleicht auf der Diskussionsseite . Falls du dabei helfen möchtest, erklärt die Anleitung , wie das geht. BW                                                                                             | HIER WOHNTE ESTHER ROSENTHAL GEB. CHEBLOWSKI JG. 1904 DEPORTIERT 1941 ERMORDET IN MINSK                                                                                 | Kastanienallee 7 ·            | Esther Rosenthal (1904–1941)  |
| Bild gesucht Die Wikipedia wünscht sich an dieser Stelle ein Bild vom hier behandelten Ort. Weitere Infos zum Motiv findest du vielleicht auf der Diskussionsseite . Falls du dabei helfen möchtest, erklärt die Anleitung , wie das geht. BW                                                                                             | HIER WOHNTE ISAAK ROSENTHAL JG. 1898 DEPORTIERT 1941 ERMORDET IN MINSK                                                                                                  | Kastanienallee 7 ·            | Isaak Rosenthal (1898–1941)   |
| Bild gesucht Die Wikipedia wünscht sich an dieser Stelle ein Bild vom hier behandelten Ort. Weitere Infos zum Motiv findest du vielleicht auf der Diskussionsseite . Falls du dabei helfen möchtest, erklärt die Anleitung , wie das geht. BW                                                                                             | HIER WOHNTE SONJA ROSENTHAL JG. 1936 DEPORTIERT 1941 ERMORDET IN MINSK                                                                                                  | Kastanienallee 7 ·            | Sonja Rosenthal (1936–1941)   |
| Bild gesucht Der Benutzer GeorgDerReisende ( Diskussion ) wünscht sich an dieser Stelle ein Bild vom Ort mit diesen Koordinaten 51.339613 7.047244 . Motiv: Friedrichstraße 169: der Stolperstein für Heinrich Salomon, die Lage und das Haus Falls du dabei helfen möchtest, erklärt die Anleitung , wie das geht. BW                    | HIER WOHNTE HEINRICH SALOMON JG. 1897 FLUCHT 1941 BELGIEN INTERNIERT MECHELEN DEPORTIERT ERMORDET 1942 IN AUSCHWITZ                                                     | Friedrichstraße 169 ·         | Heinrich Salomon (1897–1942)  |
| Bild gesucht Der Benutzer GeorgDerReisende ( Diskussion ) wünscht sich an dieser Stelle ein Bild vom Ort mit diesen Koordinaten 51.344878 7.046639 . Motiv: Hohenzollernstraße 36: der Stolperstein für Jakob Schkoll, die Lage und das Haus Falls du dabei helfen möchtest, erklärt die Anleitung , wie das geht. BW                     | HIER WOHNTE JAKOB SCHKOLL JG. 1884 DEPORTIERT 1944 AUSCHWITZ BEFREIT/ÜBERLEBT                                                                                           | Hohenzollernstraße 36 ·       | Jakob Schkoll (1884–)         |
| Bild gesucht Der Benutzer GeorgDerReisende ( Diskussion ) wünscht sich an dieser Stelle ein Bild vom Ort mit diesen Koordinaten 51.338762 7.035896 . Motiv: Günther-Weisenborn-Straße 7: der Stolperstein für Julius Schmidt, die Lage und das Haus Falls du dabei helfen möchtest, erklärt die Anleitung , wie das geht. BW              | HIER WOHNTE JULIUS SCHMIDT JG. 1908 VERHAFTET 11.4.1938 VERURTEILT § 175 ZUCHTHAUS REMSCHEID 1940 VORBEUGEHAFT SACHSENHAUSEN, DACHAU 1941 BUCHENWALD ERMORDET 17.3.1942 | Günther-Weisenborn-Straße 7 · | Julius Schmidt (1908–1942)    |
| Bild gesucht Die Wikipedia wünscht sich an dieser Stelle ein Bild vom hier behandelten Ort. Weitere Infos zum Motiv findest du vielleicht auf der Diskussionsseite . Falls du dabei helfen möchtest, erklärt die Anleitung , wie das geht. BW                                                                                             | HIER WOHNTE BERTA WORCH GEB. NEUBERGER VERHAFTET SEPT. 1944 GEFÄNGNIS HALLE/SAALE DEPORTIERT 1945 THERESIENSTADT BEFREIT                                                | Grünstraße 14 ·               | Berta Worch (?–)              |

## Verlegedaten
Die Stolpersteine wurden an folgenden Tagen verlegt:
- 28. Februar 2008: Bahnhofstraße 1, Bernaustraße 1, Friedrichstraße 54, Kamper Straße 3, Kurze Straße 10, Nathan-Platz 2

- 4. Dezember 2008: Alte Vogteier Straße 5, Elberfelder Straße 35, Friedrichstraße 169, Kastanienallee 7

- 16. März 2012: Bahnhofstraße 3, Günther-Weisenborn-Straße 7

- 7. Juni 2014: Grünstraße 14, Hohenzollernstraße 36, Lamberger Straße 70, Oststraße 48, Sontumer Straße 77, Zum Hasenkapsplatz 5

- 24. Mai 2019: Neustraße 149